# Ordem pública

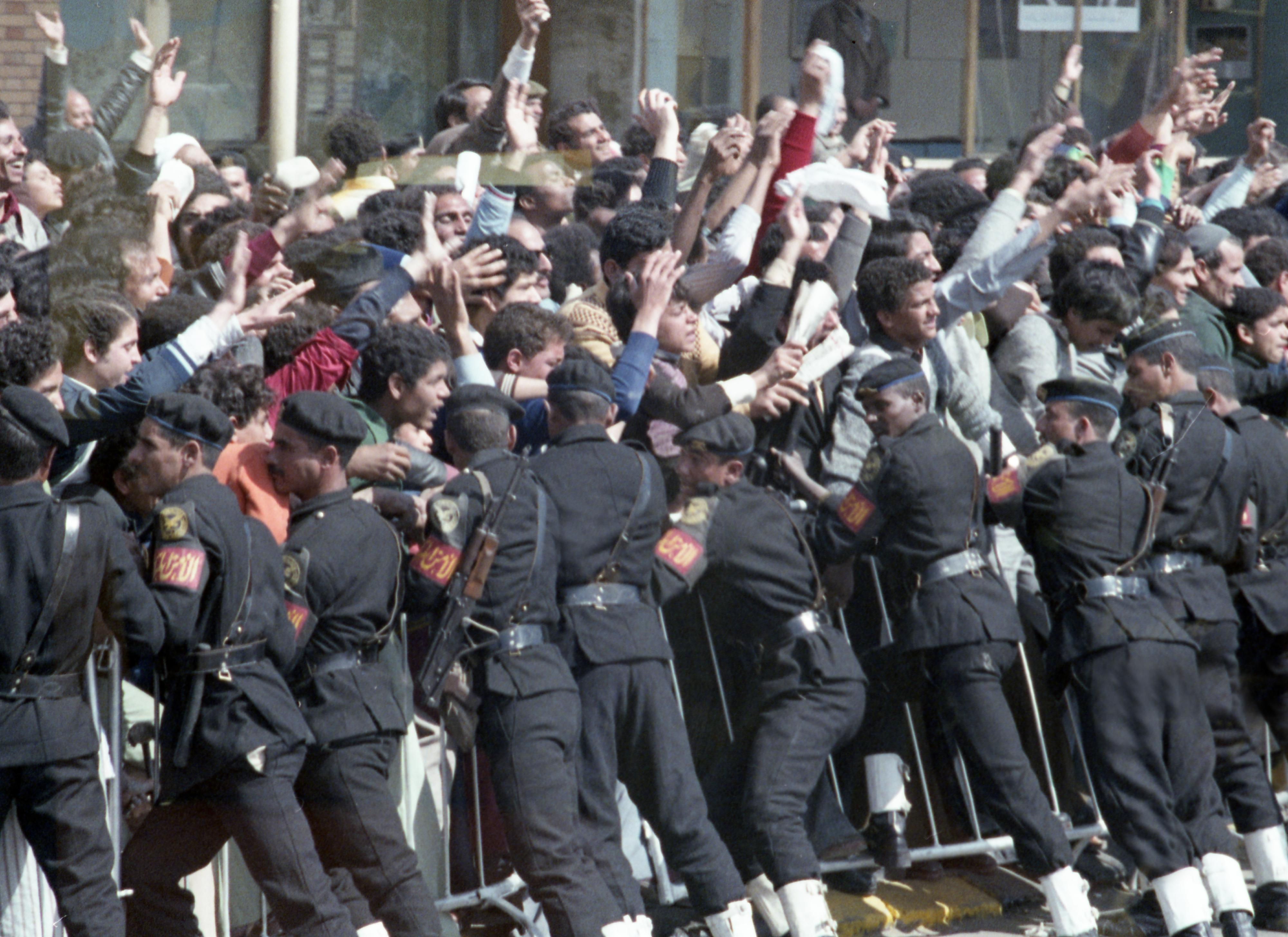
As forças de segurança egípcias dispersam uma manifestação

Ordem Pública é a situação e o estado de legalidade normal, em que as autoridades exercem suas precípuas atribuições e os cidadãos as respeitam e acatam.
Muitos juristas, entretanto, observam que a expressão ordem pública tem definição vaga e ampla, e varia no tempo e no espaço, sendo mais fácil a sua percepção na vida social. Constituir-se-ia assim pelas condições mínimas necessárias a uma conveniente vida social, a saber: segurança pública, salubridade pública e tranquilidade pública.
É consenso, pois, que a ordem pública se materializa pelo convívio social pacífico e harmônico, pautado pelo interesse público, pela estabilidade das instituições e pela observância dos direitos individuais e coletivos.
Do ponto de vista formal, a ordem pública é o conjunto de valores, princípios e normas que se pretende sejam observados em uma sociedade. Do ponto de vista material, ordem pública é a situação de fato ocorrente em uma sociedade, resultante da disposição harmônica dos elementos que nela interagem, de modo a permitir um funcionamento regular e estável, que garanta a liberdade de todos.
A ordem pública seria, assim, consequência da ordem jurídica ou do conjunto de regras formais, que emanam do ordenamento jurídico da nação. Dessa foma, o conceito de ordem pública reflete os valores dominantes e a cultura jurídica vigente em determinada época - a Constituição, a noção de interesse social e dos direitos basilares de uma coletividade.
A concretização e a delimitação do conteúdo da ordem pública constitui tarefa exclusiva das Cortes nacionais, salvo raras exceções em que o próprio legislador se encarrega de conformá-la.
São normas de ordem pública as constitucionais, as processuais, as administrativas, as penais, as de organização judiciária, as fiscais, as de polícia, as que protegem os incapazes, as que tratam de organização de família, as que estabelecem condições e formalidades para certos atos e as de organização econômica.
O artigo 29, 2° da Declaração Universal dos Direitos Humanos afirma que No exercício destes direitos e no gozo destas liberdades ninguém está sujeito senão às limitações estabelecidas pela lei com vista exclusivamente a promover o reconhecimento e o respeito dos direitos e liberdades dos outros e a fim de satisfazer as justas exigências da moral, da ordem pública e do bem-estar numa sociedade democrática.
Numa democracia, a preservação da ordem pública deve, portanto, realizar-se dentro do ordenamento jurídico e pelos Poderes de Estado, de forma integrada e harmoniosa de modo a garantir os direitos e interesses de uma nação livre e soberana.

## Preservação da ordem pública
Por preservação da ordem pública se entende a manutenção da ordem do Estado e do bem social, através de ações coativas objetivando coibir as ameaças à convivência pacífica em sociedade. Estas ações coativas estão presentes em instrumentos judiciais, policiais, prisionais e promotorias públicas.
A segurança pública é a garantia que o Estado proporciona de preservação da ordem pública diante de toda espécie violação que não contenha conotação ideológica. É o conjunto de processos políticos e jurídicos, destinados a garantir a ordem pública na convivência de homens em sociedade. Trata-se de função pertinente aos órgãos estatais e à comunidade como um todo, realizada com o fito de proteger a cidadania, prevenindo e controlando manifestações de criminalidade e violência, efetivas ou potenciais, bem como garantindo o exercício pleno da cidadania nos limites da lei.
O regulamento para as Polícias Militares e Corpos de Bombeiros Militares do Brasil, aprovado pelo Decreto n. 88.777/1983, conceitua ordem pública como sendo o conjunto de regras formais, que emanam do ordenamento jurídico da Nação, tendo por escopo regular as relações sociais de todos os níveis no interesse público, estabelecendo um clima de convivência harmoniosa e pacífica, fiscalizado pelo poder de polícia, e constituindo uma situação ou condição que conduza ao bem comum.